# Vietnam aux Jeux olympiques d'été de 2016
Le Viêtnam participe aux Jeux olympiques d'été de 2016 à Rio de Janeiro au Brésil. Il s'agit de sa 15e participation aux Jeux olympiques d'été.

## Athlétisme

### Homme

#### Course
| Athlètes           | Compétitions | Série | Série | Demi-Finales | Demi-Finales | Finale  | Finale |
| ------------------ | ------------ | ----- | ----- | ------------ | ------------ | ------- | ------ |
| Athlètes           | Compétitions | Temps | Rang  | Temps        | Rang         | Temps   | Rang   |
| Nguyen Thanh Ngurn | 20 km marche | NC    | NC    | NC           | NC           | 1:30:01 | 60e    |

### Femme

#### Course
| Athlètes         | Compétitions     | Série | Série | Demi-finales | Demi-finales | Finale  | Finale  |
| ---------------- | ---------------- | ----- | ----- | ------------ | ------------ | ------- | ------- |
| Athlètes         | Compétitions     | Temps | Rang  | Temps        | Rang         | Temps   | Rang    |
| Nguyễn Thị Huyền | 400 mètres       | 52.97 | 6e    | Eliminé      | Eliminé      | Eliminé | Eliminé |
| Nguyễn Thị Huyền | 400 mètres haies | 57.87 | 7e    | Eliminé      | Eliminé      | Eliminé | Eliminé |

## Aviron
Légende: FA = finale A (médaille) ; FB = finale B (pas de médaille) ; FC = finale C (pas de médaille) ; FD = finale D (pas de médaille) ; FE = finale E (pas de médaille) ; FF = finale F (pas de médaille) ; SA/B = demi-finales A/B ; SC/D = demi-finales C/D ; SE/F = demi-finales E/F ; QF = quarts de finale; R= repêchage
| Athlètes                 | Compétition                        | Séries  | Séries | Repêchage | Repêchage | Demi-finales | Demi-finales | Finale | Finale |
| Athlètes                 | Compétition                        | Temps   | Rang   | Temps     | Rang      | Temps        | Rang         | Temps  | Rang   |
| ------------------------ | ---------------------------------- | ------- | ------ | --------- | --------- | ------------ | ------------ | ------ | ------ |
| Hồ Thị Lý Tạ Thanh Huyền | Deux de couple poids légers femmes | 7:29.91 | 5 R    | 8:19.79   | 4 SC/D    | 8:18.47      | 3 FC         | DNS    | 18     |

## Badminton
| Athlète          | Compétition   | Phase de groupes               | Phase de groupes              | Phase de groupes          | Phase de groupes | 1/8e de finale   | Quarts de finale | Demi-finales     | Finale           | Finale   |
| Athlète          | Compétition   | Adversaire Score               | Adversaire Score              | Adversaire Score          | Rang             | Adversaire Score | Adversaire Score | Adversaire Score | Adversaire Score | Rang     |
| ---------------- | ------------- | ------------------------------ | ----------------------------- | ------------------------- | ---------------- | ---------------- | ---------------- | ---------------- | ---------------- | -------- |
| Nguyễn Tiến Minh | Simple hommes | bat Malkov 15-21, 21-9, 21-13  | bat Obernosterer 21-18, 21-14 | battu par Lin 7-21, 12-21 | 2e Gr. E         | NC               | Éliminé          | Éliminé          | Éliminé          | Éliminé  |
| Vũ Thị Trang     | Simple dames  | battue par Okuhara 10-21, 8-21 | bat Fanetri 21-12, 21-11      | NC                        | 2e Gr. J         | Éliminée         | Éliminée         | Éliminée         | Éliminée         | Éliminée |

## Escrime
| Athlète     | Compétition      | 1/32 de finale   | 1/16 de finale   | 1/8 de finale    | Quarts de finale | Demi-finales     | Match pour la médaille de bronze Matchs de classement 5-8 | Match pour la médaille de bronze Matchs de classement 5-8 | Finale           | Finale |
| Athlète     | Compétition      | Adversaire Score | Adversaire Score | Adversaire Score | Adversaire Score | Adversaire Score | Adversaire Score                                          | Rang                                                      | Adversaire Score | Rang   |
| ----------- | ---------------- | ---------------- | ---------------- | ---------------- | ---------------- | ---------------- | --------------------------------------------------------- | --------------------------------------------------------- | ---------------- | ------ |
| Vũ Thành An | Sabre individuel | NC               | Occhiuzzi 15-12  | Anstett 8-15     | Éliminé          | Éliminé          | Éliminé                                                   | Éliminé                                                   | Éliminé          | 15e    |

| Athlète            | Compétition        | 1/32 de finale           | 1/16 de finale   | 1/8 de finale    | Quarts de finale | Demi-finales     | Match pour la médaille de bronze Matchs de classement 5-8 | Match pour la médaille de bronze Matchs de classement 5-8 | Finale           | Finale |
| Athlète            | Compétition        | Adversaire Score         | Adversaire Score | Adversaire Score | Adversaire Score | Adversaire Score | Adversaire Score                                          | Rang                                                      | Adversaire Score | Rang   |
| ------------------ | ------------------ | ------------------------ | ---------------- | ---------------- | ---------------- | ---------------- | --------------------------------------------------------- | --------------------------------------------------------- | ---------------- | ------ |
| Nguyễn Thị Như Hoa | Épée individuelle  | Mallo 7-15               | Éliminée         | Éliminée         | Éliminée         | Éliminée         | Éliminée                                                  | Éliminée                                                  | Éliminée         | 37e    |
| Đỗ Thị Anh         | Fleuret individuel | Kontochristopoulou 15-13 | Errigo 9-15      | Éliminée         | Éliminée         | Éliminée         | Éliminée                                                  | Éliminée                                                  | Éliminée         | 32e    |
| Nguyễn Thị Lệ Dung | Sabre individuel   | Kim 3-15                 | Éliminée         | Éliminée         | Éliminée         | Éliminée         | Éliminée                                                  | Éliminée                                                  | Éliminée         | 26e    |

## Natation
| Athlète             | Épreuve       | Séries  | Séries | Demi-finales | Demi-finales | Finale   | Finale   |
| Athlète             | Épreuve       | Temps   | Rang   | Temps        | Rang         | Temps    | Rang     |
| ------------------- | ------------- | ------- | ------ | ------------ | ------------ | -------- | -------- |
| Nguyễn Thị Ánh Viên | 400 m 4 nages | 4:36,85 | 9e     | NC           | NC           | Éliminée | Éliminée |

## Tir
| Athlète         | Compétition                  | Qualification | Qualification | Finale | Finale |
| Athlète         | Compétition                  | Points        | Rang          | Points | Rang   |
| --------------- | ---------------------------- | ------------- | ------------- | ------ | ------ |
| Hoàng Xuân Vinh | Pistolet à 10 m air comprimé | 581           | 4e            | 202,5  | 1er    |
| Hoàng Xuân Vinh | Pistolet à 50 m              |               |               |        | 2ème   |
| Trần Quốc Cường | Pistolet à 10 m air comprimé | 575           | 26e           | -      | -      |
| Trần Quốc Cường | Pistolet à 50 m              |               |               |        |        |